# Martin-Luther-Kirche (Lienz)

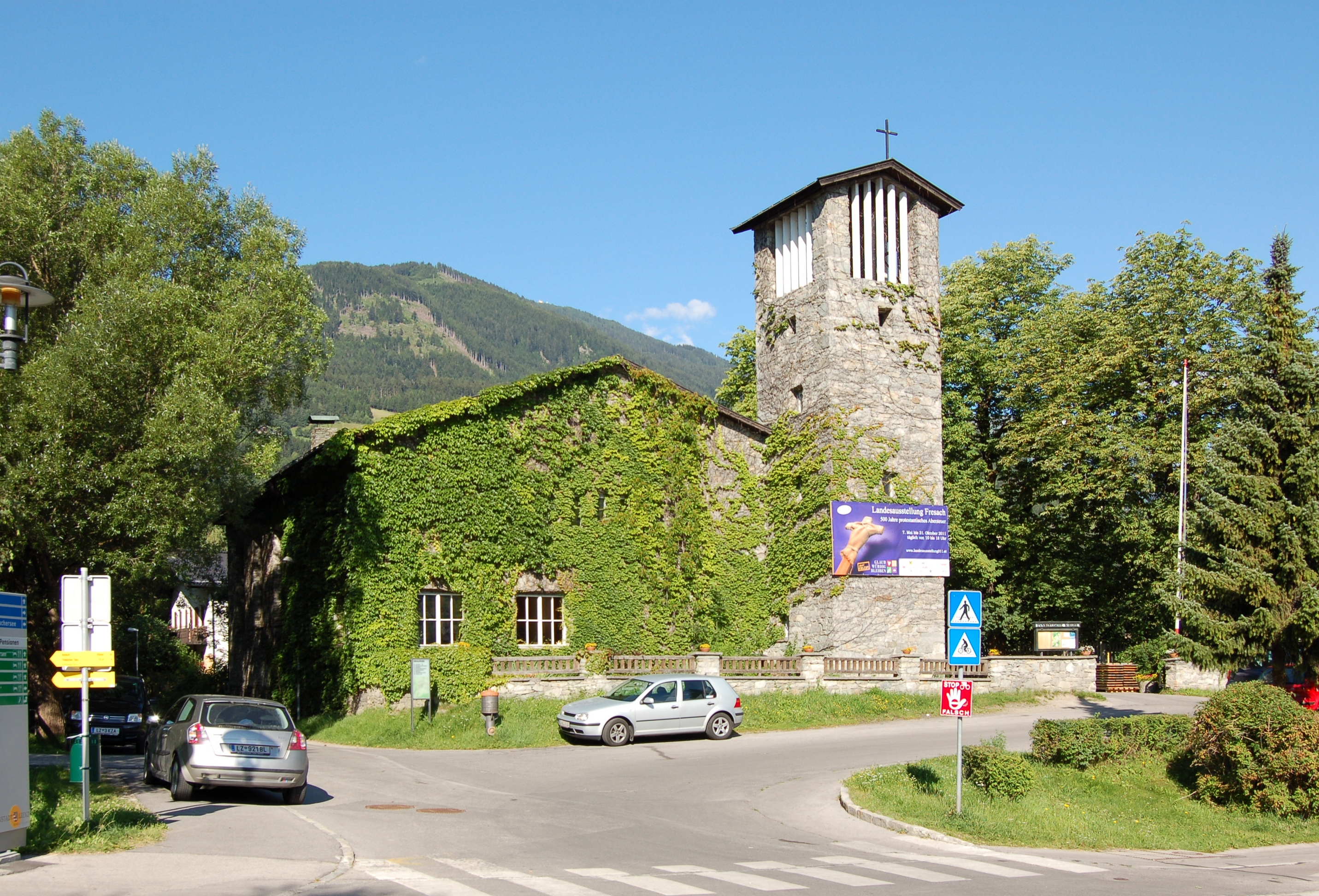
Außenfassade der Martin-Luther-Kirche

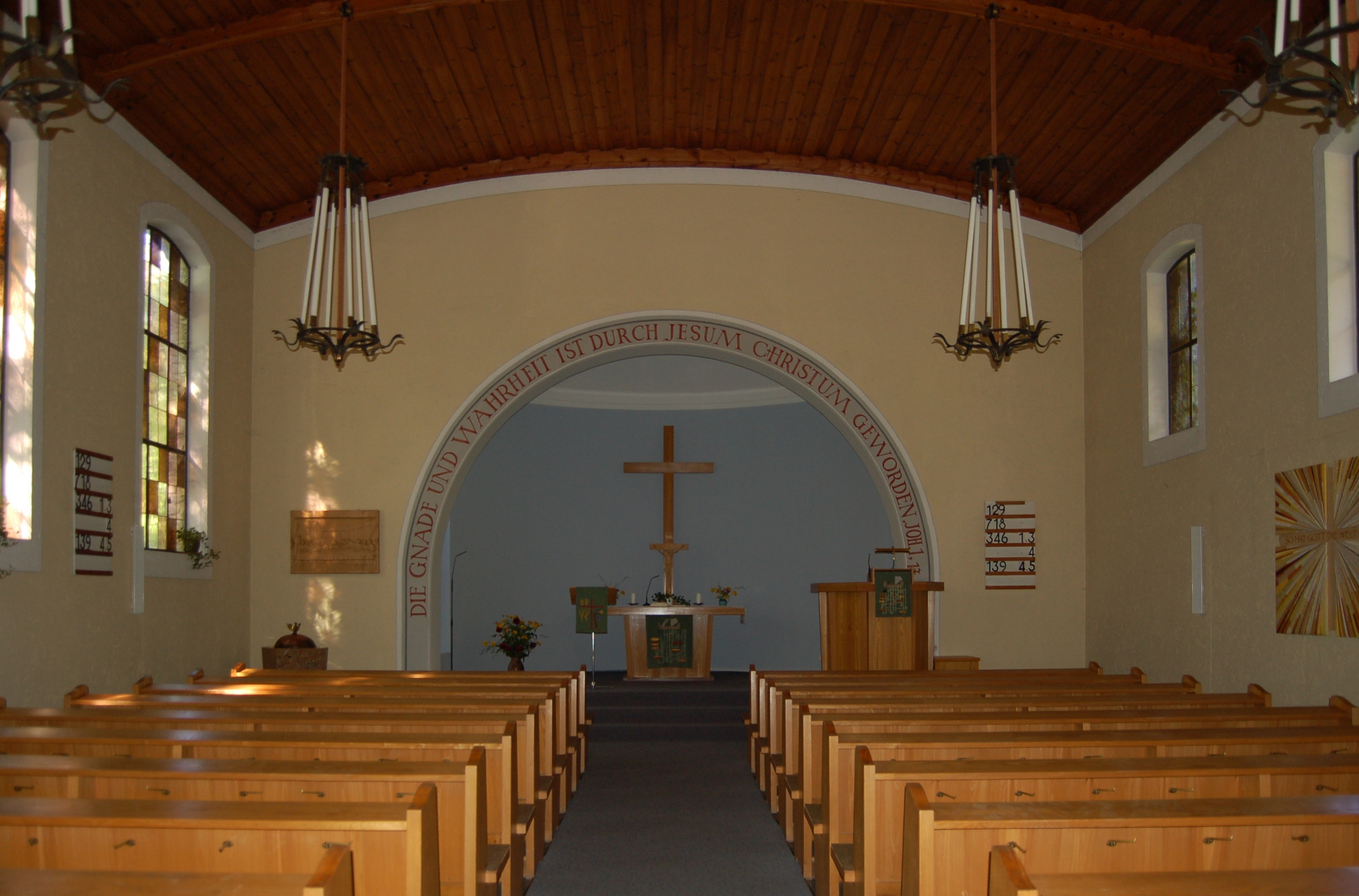
Schlichter Innenraum der evangelischen Pfarrkirche

Die Martin-Luther-Kirche in Lienz ist die Pfarrkirche der evangelischen Pfarre Lienz. Die Pfarre gehört zur Evangelischen Superintendentur A. B. Kärnten und Osttirol. Die Kirche liegt am nördlichen Drauufer in der Amlacher Straße 14 und steht unter Denkmalschutz (Listeneintrag).

## Geschichte
In Osttirol gab es im 19. Jahrhundert kaum Menschen mit evangelischem Glauben. Erst durch den Bau der Bahnverbindung von Villach nach Franzensfeste über Lienz wanderten verstärkt Evangelischgläubige aus Kärnten nach Lienz zu. Die erste Predigtstelle wurde 1913 von der Pfarre Gries bei Bozen errichtet, die evangelischen Gottesdienste wurde lange Zeit in einem Gottesdienstraum des Hotel Eck am Lienzer Hauptplatz gefeiert. Nachdem es infolge des Endes des Zweiten Weltkriegs erneut zu einem starken Zustrom von Menschen mit evangelischer Konfession gekommen und die evangelische Gemeinde in Lienz stark angewachsen war, wurde 1947 erstmals ein eigener Pfarrer bestellt. Zudem erfolgte am 8. Dezember 1947 die Eröffnung einer hölzernen Notkirche, zu der 1948 ein eigenes Pfarrhaus hinzukam. Nachdem 1954 Lienz zu einer Tochtergemeinde der Pfarre Spittal an der Drau geworden war, erfolgte 1957 die Erhebung zur selbständigen Pfarrgemeinde. Die heutige Kirche wurde zwischen 1960 und 1962 nach Plänen von Lois Untersteggaber erbaut, ein neues Pfarrhaus wurde 1968 an der westlichen Seite der Kirche hinzugefügt. Von 1968 bis 1980 wirkte der spätere Bischof Herwig Sturm als Pfarrer an der Martin-Luther-Kirche.
Die Lienzer Pfarrgemeinde ist nicht nur für den gesamten Bezirk Lienz zuständig, sondern betreut auch Teile des angrenzenden Kärntens mit. So werden auch Gottesdienste in Winklern, Dellach im Drautal, Steinfeld und Greifenburg abgehalten.

## Baubeschreibung
Bei der Martin-Luther-Kirche handelt es sich um einen vierjochigen Langbau mit abgesetzter, eingezogener Apsis. Der Langbau wurde ostseitig ein Quertrakt in Form einer Vorhalle vorgelagert, der die Eingangshalle mit dem Gemeindesaal beherbergt. An der Nordostseite befindet sich ein massiver Kirchturm. Äußerlich ist der Bau in Sichtsteinmauerwerk ausgeführt worden, wobei die Innenseite mit Ziegeln vermauert wurde. Die Eingangshalle wurde hingen großzügig verglast. Das Dach der Kirche wurde als Satteldach ausgeführt, während die Apsis mit einem Kegeldach und der Turm ebenfalls mit einem flachen Satteldach versehen wurde. Der Turm verfügt zudem über einen westseitigen Zugang, kleine Fenster in unregelmäßiger Anordnung und Öffnungen im Glockenbereich, die mit weißen Vertikalstreben versehen wurden. Das Turmdach wird von einem Kreuz bekrönt, für das Geläut stehen drei Glocken der Firma Grassmayr aus Innsbruck-Wilten zur Verfügung.
Das Innere des Kirchenraumes wurde mit einem flachen Tonnengewölbe versehen, wobei sich der Altarraum durch Stufen und einen halbkreisförmigen Bogen abhebt. Die Längswände des saalartigen Hauptraumes sind von einer großzügigen Verglasung unterbrochen, die als Antikverglasung ausgeführt wurde. Über dem Gemeindesaal erhebt sich wiederum eine Orgelempore. Der Altar wurde als schlichter Holzaltar ausgeführt, dahinter befindet sich ein großes Holzkreuz.